# Sam Smith
Samuel Frederick Smith (Londra, 19 maggio 1992) è un cantautore britannico.
Diventato noto ai singoli collaborativi Latch e La La La, ha successivamente avviato la propria carriera solista pubblicando l'album in studio In the Lonely Hour (2014), promosso dai singoli di successo planetario Stay with Me e I'm Not the Only One. Nel 2015 interpreta il brano Writing's on the Wall, colonna sonora del film Spectre, ventiquattresimo capitolo della serie cinematografica di James Bond. Grazie al brano si aggiudica il Golden Globe e il Premio Oscar nella sezione miglior canzone. Nel 2017 pubblica invece il secondo album The Thrill of It All, che ha debuttato al vertice delle classifiche di dieci Paesi, e nel 2020 è il turno di Love Goes.
Tutt'oggi Sam Smith è considerato una delle voci migliori della sua generazione.
Nel corso della sua carriera Smith ha vinto numerosi riconoscimenti musicali, tanto da ottenere per tale motivo una menzione nel Guinness dei primati: tra i suoi premi figurano cinque Grammy Award, tre BRIT Award, tre Billboard Music Awards e un American Music Award.

## Biografia
Samuel Frederick Smith è nato a Londra il 19 maggio 1992 da Frederick Smith e dalla broker Kate Cassidy, come figlio unico. Smith è cresciuto a Great Chishill, dove ha frequentato la Thomas More Primary School. Ha dichiarato di aver subìto bullismo a scuola per il suo essere sovrappeso, tanto da essersi dovuto sottoporre alla liposuzione all'età di 12 anni.
Successivamente studia alla Youth Music Theatre UK, dove nel 2007 produsse Oh! Carol (interpretava le canzoni di Neil Sedaka), e per un certo numero di anni ha studiato canto e composizione sotto la guida della cantante e pianista jazz Joanna Eden. Successivamente ha frequentato la St. Mary's Catholic School a Bishop's Stortford. Ha fatto parte del Bishop's Stortford Junior Operatics (ora Bishops Stortford Musical Theatre Society) e del coro Youth Choir. Dopo Joanna Eden, Smith si trovò sotto l'ala dell'artista R&B Maxwell, con il quale ha sviluppato sfumature soul e R&B nello stile di canto. Smith infatti in un'intervista ha così dichiarato: "Un cantante soul è una persona che proietta la propria anima attraverso la sua voce. Ed è proprio questo che sto cercando di fare". Smith afferma che il suo stile musicale è influenzato da Lady Gaga, Adele, Beyoncè, Marvin Gaye, Whitney Houston, Mariah Carey, Amy Winehouse e Christina Aguilera.
Nel 2009, la madre Kate Cassidy, una banchiera che in un anno ha guadagnato più di 500 000 sterline, ha chiesto un risarcimento di 1,5 milioni di sterline alla Corte Suprema contro il suo ex datore di lavoro Tullett Prebon, che l'aveva licenziata poiché impiegava troppo tempo a gestire la carriera musicale di Smith.

### 2012-2013: gli inizi

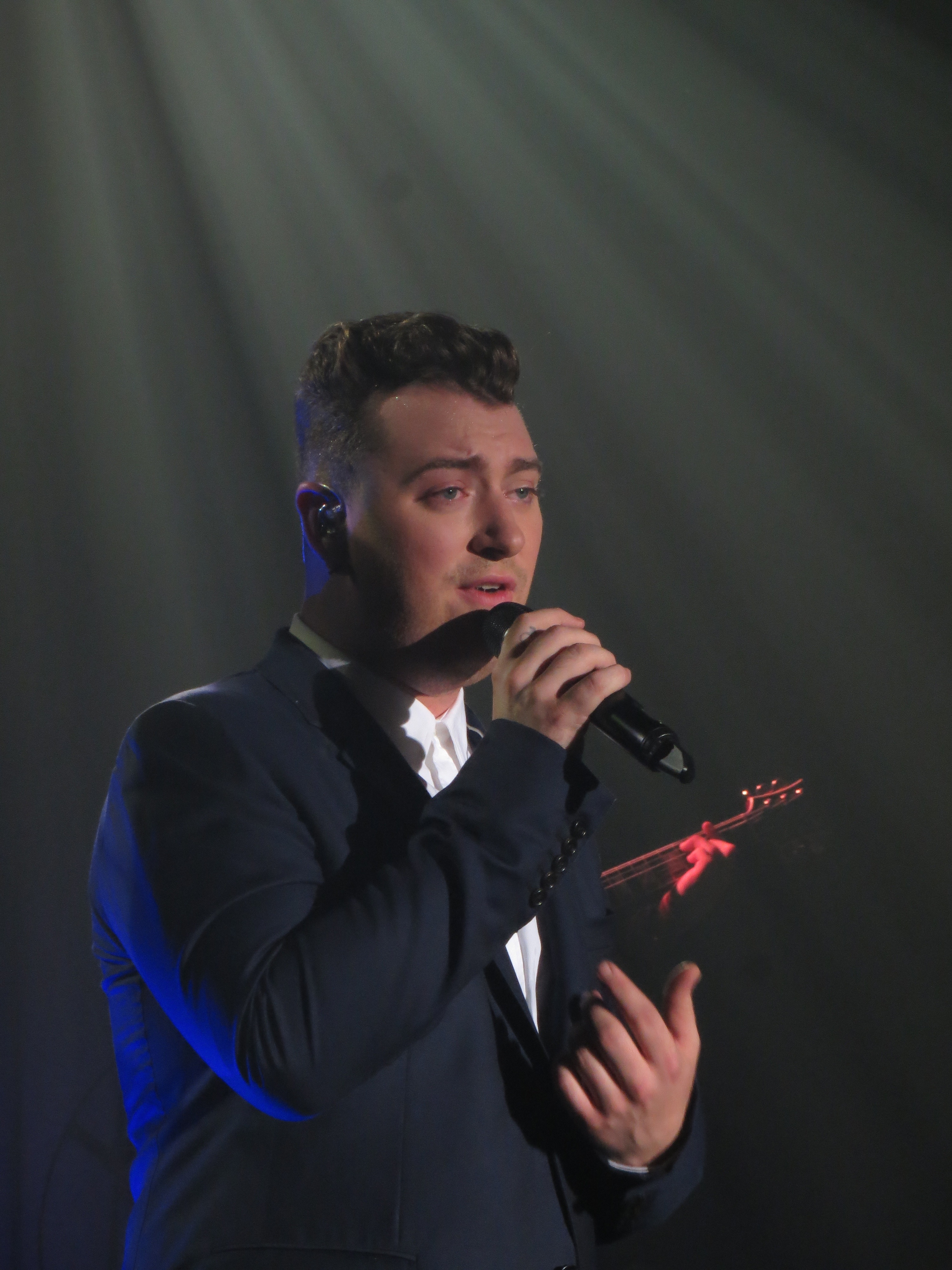
Smith canta a Glasgow nel 2014

Nell'ottobre 2012 Smith ha collaborato col duo Disclosure nel singolo Latch, il quale è stato pubblicato l'8 ottobre 2012 e ha raggiunto la posizione n.11 nella Official Singles Chart. Nel febbraio 2013 ha pubblicato il singolo di successo Lay Me Down, il primo singolo del suo album di debutto. Ha collaborato con Naughty Boy nel singolo La La La, il quale è stato pubblicato il 19 maggio 2013 e il 26 maggio 2013 ha raggiunto la posizione n.1 nella Official Singles Chart, superando Blurred Lines di Robin Thicke, Pharrell Williams e T.I.
Il 4 ottobre ha pubblicato un EP, Nirvana; il primo singolo, Stay with Me, è stato prodotto da Two Inch Punch e il 24 luglio 2013 in anteprima sullo show BBC Radio 1Xtra della MistaJam. La seconda canzone dell'EP è Nirvana ed è stata prodotta da Craze & Hoax e da Jonathan Creek. L'EP contiene anche la versione acustica di Latch e una versione live di I've Told You Now.
Infine il 25 novembre 2013 Smith ha collaborato con Disclosure, Nile Rodgers e Jimmy Napes in Together, unico singolo dell'album Settle:The Remixes. Sam Smith ha vinto il Brit Choice Award nel 2014.

### 2013-2016:In the Lonely Houre l'Oscar

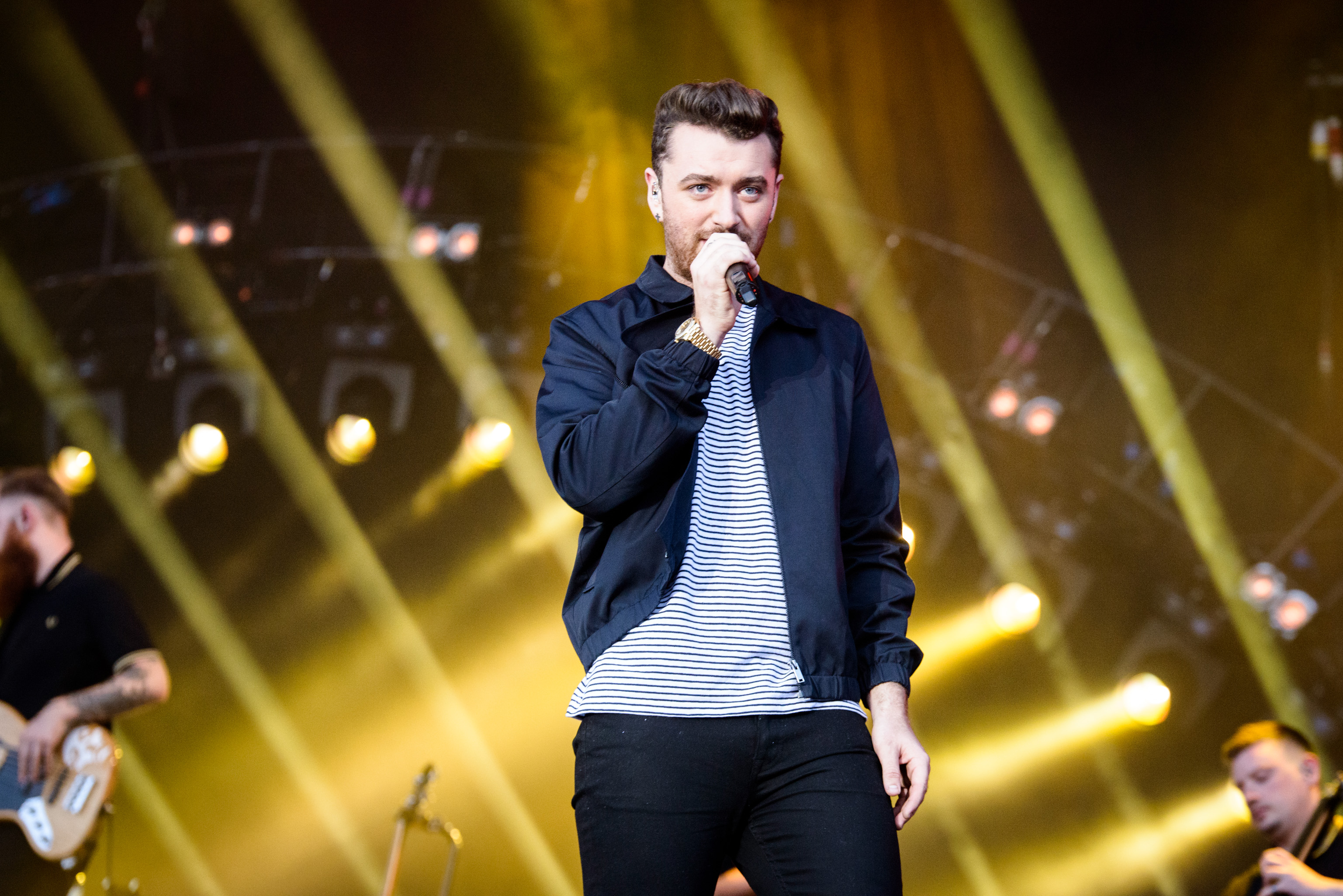
Smith esegue Stay with Me a Berlino nel 2015

In seguito alla vittoria del premio come migliore promessa nell'ambito degli annuali BRIT Awards, nel 2014 Sam Smith ha messo in commercio l'album in studio di debutto In the Lonely Hour, con cui ha scalato le classifiche di vendita in tutto il mondo riuscendo a vendere 101 000 copie in una sola settimana. 
L'album ha prodotto diversi singoli apri-pista. Money on My Mind è stato pubblicato il 16 febbraio 2014, mentre Stay with Me è stato reso disponibile il 18 maggio seguente: di esso è presente anche un'ulteriore versione con la collaborazione di Mary J. Blige. Una versione dal vivo di I've Told You Now, eseguita nella St Pancras Old Church di Londra, era stata resa disponibile per il download gratuito su Amazon il 27 dicembre 2013. Il brano Make It to Me, scritto assieme ad Howard dei Disclosure e a Jimmy Napes, è stato reso disponibile per il download gratuito su iTunes Store il 13 gennaio 2014. Il 29 agosto viene distribuito il quarto singolo I'm Not the Only One, che comprende anche una versione duettata col rapper ASAP Rocky.
Il 20 gennaio 2014 ha fatto il suo debutto televisivo in suolo statunitense eseguendo Latch al Late Night with Jimmy Fallon. Il 29 marzo 2014 si esibisce al Saturday Night Live, esibendosi sulle note di Stay with Me e Lay Me Down. Il 29 maggio 2014 ha fatto il suo debutto in Italia a The Voice of Italy su Rai 2. 
L'8 febbraio 2015 viene premiato con quattro premi Grammy: miglior artista emergente, registrazione e canzone dell'anno per Stay with Me e miglior album pop vocale per In the Lonely Hour. Nello stesso periodo ha inizio dal Nord America l'In the Lonely Hour Tour.
Nel 2015 viene confermato che Smith avrebbe interpretato il tema principale del ventiquattresimo film di James Bond Spectre. Il brano in questione, intitolato Writing's on the Wall, è stato pubblicato il 25 settembre 2015 ed ha vinto il Premio Oscar alla miglior canzone originale, occasione nella quale Smith ha condiviso la sua vittoria con la comunità LGBT.

### 2017-2018:The Thrill of It All
L'8 settembre 2017 è uscito il singolo Too Good at Goodbyes che ha anticipato il secondo album in studio, The Thrill of It All, pubblicato il 3 novembre successivo. Contemporaneamente alla pubblicazione dell'album è uscito il secondo singolo One Last Song. Il 29 marzo 2018 è uscito il terzo singolo Pray, in collaborazione con Logic, mentre il 29 giugno successivo è uscito il quarto singolo Baby, You Make Me Crazy.
Il 20 marzo 2018 è partito il The Thrill of It All Tour a supporto dell'album, che si è concluso nel 2019. Il 17 agosto 2018 ha collaborato con Calvin Harris al singolo di successo internazionale Promises. Chiude l'anno con la pubblicazione di Fire on Fire, brano colonna sonora della miniserie televisiva Netflix La collina dei conigli.

### 2019-2021:Love Goes
L'11 gennaio 2019 il singolo Dancing with a Stranger, in collaborazione con Normani, ottenendo un ottimo successo internazionale. Il 19 luglio 2019 viene pubblicato il singolo How Do You Sleep?, nel cui video Sam Smith esegue per la prima volta una performance di danza.
Nell'ottobre 2019, in una nuova intervista allo Zach Sang Show, Smith ha espresso l'entusiasmo per il prossimo disco, arrivato nel 2020, confermando inoltre che la sua ultima offerta avrebbe presentato meno ballate e un sacco di brani più appariscenti sulla scia dei suoi ultimi due singoli. Smith ha anche rivelato di aver ricevuto la spinta necessaria per scrivere nuova musica dopo una collaborazione del 2018 con Calvin Harris.
Il 1º novembre 2019, Smith ha pubblicato una cover della canzone di I Feel Love di Donna Summer.
Il 17 aprile 2020, Smith ha pubblicato il brano I'm Ready in collaborazione con la cantante Demi Lovato, che anticipa l'eponimo album. Il singolo è stato lanciato insieme al relativo videoclip. Il 30 luglio 2020 viene invece pubblicato il singolo My Oasis, questa volta in collaborazione con Burna Boy. Il 24 agosto 2020 collabora con Tiwa Savage nel brano Temptation. Il 30 ottobre 2020, dopo svariati rinvii, l'album Love Goes è stato finalmente pubblicato. Il 19 novembre 2020 pubblica il singolo inedito The Lighthouse Keeper. Nel marzo 2021 pubblica l'album live Love Goes: Live at Abbey Road Studios.

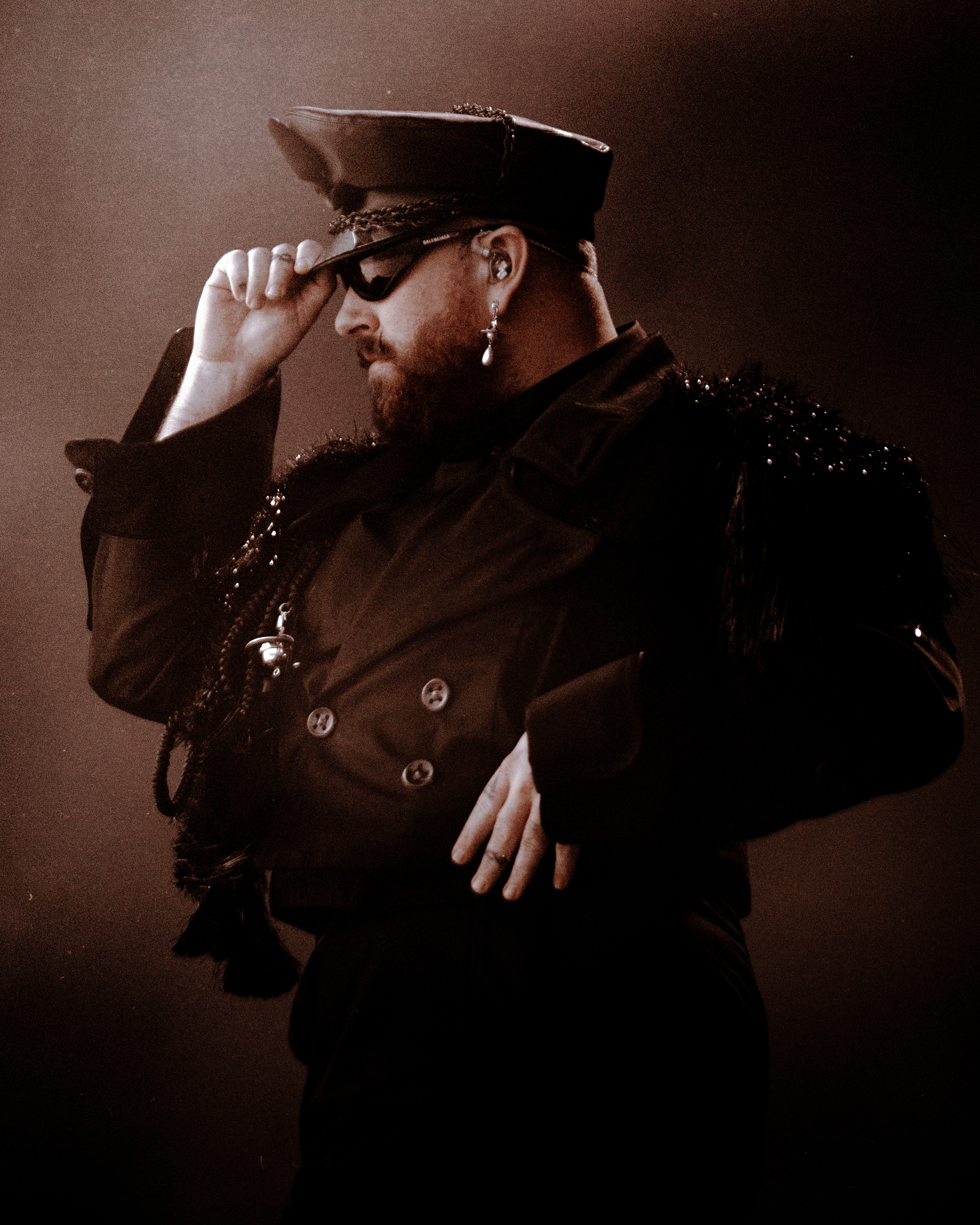
Sam Smith in concerto al Pinkpop Festival del 2024 nei Paesi Bassi

### 2022-presente:Gloria
Il 22 settembre 2022 pubblica il singolo Unholy realizzato in collaborazione con Kim Petras, il quale debutta al primo posto nella classifica britannica e diventa inoltre il suo primo brano al numero uno nella Billboard Hot 100 statunitense.

## Stile e influenze
Smith cita Adele e Amy Winehouse come sue influenze primarie, oltre a Chaka Khan, Christina Aguilera, Beyoncé e Lady Gaga. In un'intervista a Rolling Stone, Smith ha citato Whitney Houston e Mariah Carey come "le più grandi voci R&B di sempre".

## Vita privata
Sam Smith ha un rapporto di cuginanza di terzo grado con la cantante pop Lily Allen e l'attore Alfie Allen.
Nel maggio del 2014 ha dichiarato la propria omosessualità, spiegando inoltre che molte delle sue canzoni di debutto sono ispirate da un amore non corrisposto. Smith si identifica come persona non binaria, preferendo pronomi neutri (they/them in inglese). Sostiene inoltre di essere femminista.
Fin da prima dell'inizio dell'adolescenza ha lottato con problemi di immagine corporea, soprattutto per via del bullismo subìto per il peso.
In un'intervista con 4Music ha anche rivelato anche le sue lotte contro il disturbo ossessivo-compulsivo: "Io attualmente ho un DOC davvero grave e sta peggiorando per il momento" [...] "devo controllare i rubinetti prima di uscire di casa per assicurarmi di aver controllato tutto in caso di inondazioni".

## Discografia
- 2014 – In the Lonely Hour
- 2017 – The Thrill of It All
- 2020 – Love Goes
- 2023 – Gloria

## Tournée
- 2015 – In the Lonely Hour Tour
- 2018/19 – The Thrill of It All Tour
- 2023/24 – Gloria the Tour

## Riconoscimenti
- American Music Award
  - 2014 – Favorite Male Artist - Pop/Rock
- BBC
  - 2014 – Sound of 2014
- BET Awards
  - 2015 – Best New Artist
- Billboard Music Awards
  - 2015 – Top New Artist
  - 2015 – Top Male Artist
  - 2015 – Top Radio Songs Artist
- BRIT Awards
  - 2014 – Critics' Choice
  - 2015 – British Breakthrough Artist
  - 2015 – Global Success Award
- Grammy Awards
  - 2015 – Best Pop Vocal Album per In the Lonely Hour
  - 2015 – Record of the Year per Stay with Me
  - 2015 – Song of the Year per Stay with Me
  - 2015 – Best New Artist
  - 2023 – Miglior performance pop di un duo o un gruppo per Unholy (con Kim Petras)
- iHeartRadio Music Awards
  - 2015 – Best New Artist
- MOBO Awards
  - 2013 – Best Song per La La La
  - 2013 – Best Video per La La La
  - 2014 – Best Male Artist
  - 2014 – Best Song per Stay with Me
  - 2014 – Best Album per In the Lonely Hour
  - 2014 – Best Soul/R&B Artist
- Q Awards
  - 2014 – Best New Artist
- Young Hollywood Awards
  - 2014 – Breakout Music Artist
- Premio Oscar
  - 2016 – Best Original Song per Writing's on the Wall